# アンドロイドは電気羊の夢を見るか?
『アンドロイドは電気羊の夢を見るか?』（アンドロイドはでんきひつじのゆめをみるか、原題: Do Androids Dream of Electric Sheep?）は、フィリップ・K・ディックによるアメリカ合衆国のSF小説。1968年にダブルデイ（Doubleday）から出版された。人間とアンドロイドとの区別や両者の関わりが中心的な主題となっている。
日本では、浅倉久志による日本語訳が、早川書房のハヤカワ・SF・シリーズより1969年（昭和44年）に初出版、ハヤカワSF文庫より1977年に出版された（改訳版は1994年）。
1982年公開のSF映画『ブレードランナー』の原作（原案）としても知られている。

## 概要
第三次大戦後の未来、サンフランシスコを舞台に賞金稼ぎのリック・デッカードが、火星から逃亡してきた8体のアンドロイドを「処理」するというあらすじ。電気動物やムードオルガン、マーサー教などディック独自の世界観の上に描かれている。この世界では自然が壊滅的打撃を受けているために、生物は昆虫一匹と言えども法によって厳重に保護されている。一方で科学技術が発達し、本物そっくりの機械仕掛けの生物が存在している。そしてその技術により生み出された人造人間は感情も記憶も持ち、自分自身ですら自分が機械であることを認識できないほどのものすら存在している。主人公は、他者への共感の度合いを測定するテスト「フォークト＝カンプフ感情移入度測定法」によって人造人間を判別し、廃棄する賞金稼ぎである。この世界での生物は無条件の保護を受ける一方で、逃亡した人造人間は発見即廃棄という扱いとなっており、主人公のような賞金稼ぎの生活の糧となっている。
題名は、一見すると奇妙な問いかけの形式がとられている。主人公は人造人間を処理していく中であまりに人間らしい人造人間と出会ったため、両者の区別を次第に付けられなくなってゆく。「人間とは何か?」「人間と人工知能（アンドロイド）との違いは?」、作品の根源的な思想を素朴な問いかけに集約した、主人公のこの一言が、そのまま本作品の題名となっている。
また特徴のある邦題は、「アンドロイドは電気◯◯の夢を見るか？」や「◯◯は△△の夢を見るか？」といった体裁の数多くのパロディを生んだ。

## あらすじ
主人公のリック・デッカードは、サン・フランシスコ警察署に所属していて、逃亡アンドロイドを「処理」するバウンティ・ハンター（賞金稼ぎ）である。妻とともに暮らしているが、夫婦仲はあまりよくない。自室の在るビルの屋上に、ロボット羊（タイトルにある、いわゆる電気羊）を飼っているが、本物の羊を持つまでの経済力は、未だ無い。
デッカードは警察署で、8人のアンドロイドが火星を脱走して地球に侵入し、2人はサン・フランシスコ警察署主任のデイヴ・ホールデンにより処理されたが、残った6人の一人マックス・ポロコフがデイヴ・ホールデンに重傷を負わせ、逃走しているというニュースを知らされる。ハリイ・ブライアント警視は、部下であるデッカードに残りの6人の処理を命じる。
デッカードは、逃走したアンドロイドたちに搭載されていたネクサス6型脳ユニットを開発したシアトルのローゼン協会を訪問し、重役のエルドン・ローゼンの姪、レイチェル・ローゼンに、フォークト=カンプフ感情移入度検査法で試験を行う。デッカードは、レイチェルがアンドロイドであり、ネクサス6型脳ユニットが装着されていることを見破る。
再びサン・フランシスコに戻ったデッカードは、捜査を始める。ポロコフがいたという住居に入ると、世界警察機構所属のソ連の刑事サンドール・カダリイを名乗る男が、デッカードに近づいて来る。しかしその正体は、逃走したアンドロイドのマックス・ポロコフであった。殺されかけたデッカードは、レーザー銃でポロコフを射殺する。
サン・フランシスコ歌劇団に所属し、この日はモーツァルトの歌劇『魔笛』に出演しているソプラノ歌手ルーバ・ラフトを訪問したデッカードは、彼女に検査を行おうとして逆に変質者とみられ、警察のクラムズ巡査に連行される。見たことも無い建物に着くと、そこでガーランド警視に引き合わされる。警視は、部下の賞金稼ぎフィル・レッシュを呼ぶが、彼は、上司のガーランド警視が実はアンドロイドである事を見抜いて、警視を射殺する。デッカードとフィル・レッシュは、ルーバ・ラフトを追跡して、美術館で発見し、射殺する。
アンドロイドに対するフィル・レッシュの言動から、彼をアンドロイドではないかと疑ったデッカードは、フォークト=カンプフ感情移入度検査法で試験を行うが、結果は人間であった。
アンドロイド3体分の賞金3,000ドルを手にしたデッカードは、それを頭金に本物の山羊を購入して帰り、妻・イーランに誇らしげにお披露目する。
ジョン・イシドアは模造動物修理店の集配用トラックの運転手。知能が弱く、特殊者（スペシャル）として、廃墟のビルに一人きりで住んでいる。同じビルに、プリス・ストラットンと名乗る女性が住み着き、ジョンと親しくなっていく。実はプリス・ストラットンは逃亡してきた8人の一味で、レイチェル・ローゼンと同型の女アンドロイドであった。
プリスの住居に、ロイ・ベイティーとアームガード・ベイティーという夫婦のアンドロイドが同居する。ベイティー夫妻の夫、ロイ・ベイティーが、脱走した8人のアンドロイドのリーダーであった。ジョン・イジドアは3人がアンドロイドと知らされるが、孤独だった彼は受け入れ、その上匿おうとする。
デッカードは、残った3人のアンドロイドの居場所を遂に特定する。レイチェル・ローゼンに止められたものの、廃墟のビルに突入したデッカードは、激しい戦闘の末、階段でプリス・ストラットンを射殺し、部屋の中でロイ・ベイティーとアームガード・ベイティー夫婦を射殺する。
史上初めて、一日で6体ものアンドロイドを倒したデッカードは、疲労困憊して家に帰る。すると妻・イーランから、彼の留守中にレイチェルがやって来て、彼の山羊を屋上から転落死させた、と知らされる。
その後デッカードは荒野を流離いヒキガエルを拾うも、結局家で電気カエルと判明。しかしそれでも家で飼うことになり、消沈した彼の就寝後妻が手入れをするのだった。

## 登場人物
リック・デッカード
サン・フランシスコ警察署の職員。賞金稼ぎ。
イーラン
リックの妻。
グルーチョ
リック・デッカードの飼っている電気羊。アンドロイド。本物は、妻の父の形見で、破傷風で死亡した。
ビル・バーバー
同じ集合住宅ビルの隣の小区画の持ち主。牝馬（ジュディー）を飼っている。
ハリイ・ブライアント警視
リック・デッカードの上司。
デイヴ・ホールデン
リック・デッカードの課の主任。カリフォルニア地区の賞金稼ぎ。アンドロイドのマックス・ポロコフに脊椎を撃たれ、入院中。
アン・マーステン
女性。リック・デッカードの秘書。
フィル・レッシュ
賞金稼ぎ。リスのバフィーを飼っている。
サンドール・カダリイ
ソ連の刑事で世界警察機構所属と名乗るが、実はアンドロイドのマックス・ポロコフ。
クラムズ巡査
ミッション通りの司法本部勤務。
エルドン・ローゼン
レイチェルの叔父。ローゼン協会の職員。
レイチェル・ローゼン
18歳。ローゼン協会の社員。実はネクサス6型のアンドロイド。のちにリック・デッカードと性交する。
ジョン（J・R）・イジドア
ヴァン・ネス動物病院（模造動物修理店）の集配用トラックの運転手。1年前に特殊者（スペシャル）の仲間入り。ビルにたった一人で住んでいる。
ハンニバル・スロート
ヴァン・ネス動物病院の経営者。
ミルト・ボログローヴ
ヴァン・ネス動物病院の修理工。
バスター・フレンドリー
TVのコメディアン。
マックス・ポロコフ
アンドロイド。港地区清掃公社の塵芥収集夫。
ガーランド警視
アンドロイド。ミッション通りの司法本部勤務。
ルーバ・ラフト
28歳。女性アンドロイド。ソプラノ歌手。サン・フランシスコ歌劇団所属。
プリス・ストラットン
女性アンドロイド。最初はレイチェル・ローゼンと名乗り、結婚して現名にしたと語る。レイチェルと同じ顔貌・体型をしている。
ロイ・ベイティー
逃亡アンドロイド８人のリーダー。
アームガード・ベイティー
女性アンドロイド。ロイ・ベイティーの妻。

## 用語
ペンフィールド情調オルガン
自分の感情をダイアルで調整できる。
適格者（レギュラー）
毎月の身体検査で判定。生殖を許可される。
特殊者（スペシャル）
放射能による遺伝子異常等で、身体検査に欠格した者。生殖や地球以外への移住を認められない。
マーサー教
教祖はウィルバー・マーサー。この時代に普及している宗教。
共感（エンパシー）ボックス
教祖ウィルバー・マーサーと肉体的融合ができる装置。
バウンティ・ハンター
賞金稼ぎ。
フォークト=カンプフ感情移入（エンパシー）度検査法
アンドロイドと人間を区別する検査法。ショッキングな質問に対する赤面現象と顔筋の緊張の変動を記録する。ネクサス6型脳ユニットに効力を持つかは不明。
ネクサス6型脳ユニット
最新型脳ユニット。人間より有能。
ローゼン協会（シアトル）
ネクサス6型脳ユニットを開発した企業。
シドニー社
生きた動物のカタログを発行。

## 受賞
- 1968年 ネビュラ賞にノミネート[2]
- 1998年 ローカス賞 (All-Time Best SF Novel before 1990)

## 映画化
- 『ブレードランナー』（1982年、監督：リドリー・スコット、主演：ハリソン・フォード）
  - 原作の物語の内容を大幅に脚色したもので、主人公・デッカードが次第に自身の仕事（アンドロイドを処分する仕事）に疑問を持ちはじめる点などは共通するものの、人造ペット「電気羊」なども登場せず、小説の登場人物が割愛されていたり、設定も異なるところもあり、別作品に近いものとなっている。
  - この映画をきっかけに、亡きディックの知人だったK・W・ジーターが続編小説『ブレードランナー2 レプリカントの墓標（Blade Runner 2: The Edge of Human）』を1995年に発表し、翌1996年には『ブレードランナー3 レプリカントの夜（Blade Runner 3: Replicant Night）』、2000年には『ブレードランナー4（Blade Runner 4: Eye and Talon）』を発表した。

- 『ブレードランナー 2049』（2017年、監督：ドゥニ・ヴィルヌーヴ、主演：ライアン・ゴズリング）
  - 上記映画の続編。ハリソン・フォードも伝説のブレードランナーとして登場。

## 書誌情報
- 『アンドロイドは電気羊の夢を見るか?』 浅倉久志訳、早川書房ハヤカワ・SF・シリーズ3223、1969年6月
- 『アンドロイドは電気羊の夢を見るか?』 浅倉久志訳、ハヤカワ文庫SF229、1977年3月。新版刊